# Виталије од Газе
Свети Виталије (умро око 625.) је био хришћански монах са Газе који је живео у Александрији почетком 7. века.
Виталије је био пореклом из области Газе (Палестина), где је и постао монах. Као млад инок, дошао је да живи у Александрији, где је одмах по доласку саставио списак свих проститутки у граду. Преко дана је радио најтеже послове, а ноћу је одлазио у јавне куће и остављао сав зарађени новац блудницама. Након што би се с неком проститутком затворио у собу, он би је замолио да легне и спава, док би он у углу собе проводио целу ноћ у молитви. На тај начин би сачувао ту жену да не греши бар једне ноћи. Следећу ноћ ишао би код друге, након тога код треће, и тако редом док не би изређао све са списка, па се поново враћао код оне с којом је почео. По његовим саветима многе од ових жена су се оканиле „најстаријег заната“, те су једне постале монахиње, друге се удале, а треће пронашле поштен посао. Свим овим женама Виталије је забрањивао да откривају због чега их посећује. Због тога је сматран највећим блудником и постао је саблазан за целу Александрију. Жалбе на овог „блудног“ монаха и гласине о његовом неморалном животу стигле су и до самог патријарха Јована Милостивог, који није предузео ништа против њега, јер му је веровао. Виталија су људи на улици вређали, пљували, па и тукли. Око 625. године је добио јак ударац у главу, након чега је једва успео да стигне до своје колибе, где је убрзо подлегао повредама. Када је Витал умро, многе од жена којима је помогао да се промене су проговориле, и тада се дознало све о њему. Након смрти је проглашен за свеца.
Православна црква слави га 22. априла по јулијанском, а 5. маја по грегоријанском календару.